# Nouvelle revue Aéronautique et Astronautique
L'Association aéronautique et astronautique de France s'est toujours évertuée à diffuser largement les informations de l'association.
En 1993, elle fondait avec l'Académie nationale de l'air et de l'espace (ANAE) une publication trimestrielle, largement diffusée, la Nouvelle revue Aéronautique et Astronautique. Elle faisait suite à Les Nouvelles de l'AAAF,  (ISSN 1148-7569). La revue disparaît en 1998.

## Publications
Parmi les nombreux articles publiés, retenons :
- Aviation civile

Jean-Marc Alliot, Nicolas Durand, CENA, «Résolution de conflits aériens par algorithmes génétiques» dans Nouvelle revue Aéronautique et Astronautique, N° 6, novembre 1996,  (ISSN 1247-5793).
- Aviation militaire

Jacques Matha, Dassault Aviation « Le système d'armes du Rafale : polyvalence, flexibilité, robustesse», dans Nouvelle revue Aéronautique et Astronautique, N° 2, juin 1994,  (ISSN 1247-5793).
Michel Guigou,  Dassault Aviation «L'ergonomie dans le Rafale» dans Nouvelle revue Aéronautique et Astronautique, N° 6, novembre 1996,  (ISSN 1247-5793).
- Aviation d'affaires
- Aviation légère
- Astronautique

Michel Bergès, Contre-amiral (CR), « Espace et Forces navales », dans Nouvelle revue Aéronautique et Astronautique, N° 2, juin 1994,  (ISSN 1247-5793).
François Fillon, François d'Aubert, «Le plan stratégique du CNES» dans Nouvelle revue Aéronautique et Astronautique, N° 6, novembre 1996,  (ISSN 1247-5793).
Dieter Isakeit, Agence spatiale européenne, «La station spatiale internationale: description générale et participation européenne» dans Nouvelle revue Aéronautique et Astronautique, N° 6, novembre 1996,  (ISSN 1247-5793).
- Espace - lanceurs
- Espace - satellites

Guy Lebègue, « Un satellite de télécom : À quoi ça sert?, Comment ça marche?, Combien ça coûte?  », dans Nouvelle revue Aéronautique et Astronautique, N° 2, juin 1994,  (ISSN 1247-5793), repris dans la même année, dans la Revue des anciens élèves de l'École Centrale de Paris.
- Hélicoptères

Henri-James Marze (Eurocopter France), Jean-Jacques Philippe (ONERA), « L'hélicoptère silencieux, un programme de recherches en cours, une réalité de demain », dans Nouvelle revue Aéronautique et Astronautique, N° 2, juin 1994,  (ISSN 1247-5793).
- Missiles
- Technologies

Georges Karadimas (Snecma) « Les superordinateurs dans le secteur aérospatial français », dans Nouvelle revue Aéronautique et Astronautique, N° 2, juin 1994,  (ISSN 1247-5793).
François Dubois, Christophe Prud'hon Aérospatiale «Des antennes presque aussi légères que l'air» dans Nouvelle revue Aéronautique et Astronautique, N° 6, novembre 1996,  (ISSN 1247-5793).